# Pomatoleios kraussii
Pomatoleios kraussii är en ringmaskart som först beskrevs av Baird 1865.  Pomatoleios kraussii ingår i släktet Pomatoleios och familjen Serpulidae. Utöver nominatformen finns också underarten P. k. manilensis.